# Steinbach (Jagst, Steinbach an der Jagst)
Der Steinbach ist ein knapp 7 km langer Bach im Gebiet der Gemeinde Frankenhardt im Landkreis Schwäbisch Hall im Nordosten Baden-Württembergs, der bei deren Weiler Steinbach an der Jagst von links über einen Mühlkanal in die Jagst mündet. Am Oberlauf wird er Honhardter Bach genannt.

## Geographie

### Verlauf
Der Steinbach entsteht unter dem Namen Honhardter Bach etwa 0,8 km östlich des Frankenhardter Weilers Vorderuhlberg, am oberen Schichtstufenhang der von der Kieselsandsteinhochfläche nach Osten zum Gipskeuper herunter abfallenden Rothalde, aus mehreren intermittierend schüttenden Quellen, deren höchste etwa auf 480 m ü. NHN liegt. Er fließt von Ursprung an bis zur Mündung recht beständig in östliche bis nordöstliche Richtung. Nach etwa 0,2 km tritt er kurz in den Hangwald ein, nach weiteren 0,4 km verlässt er ihn wieder in einer schon ausgeprägten Geländefurche. Weitere 0,2 km abwärts erreicht ihn von rechts sein erster, etwa gleich langer Zufluss, der von Süden zulaufende Wagnersbach, worauf er gleich den nur 0,3 ha großen Froschweiher zu Füßen von Neuhaus durchfließt.
Nach 1,3 km erreicht er den 1,7 ha großen Stausee Tiefensee an der Tiefensägmühle. Unterhalb dieser fließt ihm von rechts aus der Flur Breiter See ein kleiner Graben zu, der durch die Bresche eines alten Seedamms läuft und oft nur auf der kurzen Strecke vom Damm bis zur Mündung Wasser führt.
Nach 2,9 km überspannt den Honhardter Bach die Brücke des Sträßchens Mainkling-Honhardt, von rechts erreicht ihn hier der 1,8 km lange Buschbach. In breiter Aue betritt er dann die zwischen links einem neueren Gewerbegebiet und rechts einem Neubaugebiet des Dorfes Honhardt gelegene Wiesenflur Dorfsee, worauf die Häuser Honhardts beidseits nah an ihn herantreten. Er fließt im Dorf unter der Straße K 2671 Honhardt-Sandhof durch, hier liegt rechts nahe dem Ufer das ehemalige Wasserschloss Honhardt.
Etwa 0,2 km unterhalb der letzten Häuser des Dorfes mündet von links der Bach aus der Veldersklinge, ein 1,9 km langer, flacher und längstenteils unbeständiger Zulauf von Westen in recht unauffälliger Mulde. Spätestens ab dieser Stelle, etwa 2,3 km vor der Mündung, heißt der Bach nunmehr Steinbach.
Links von der L 1068 begleitet, fließt er in breiter Mulde auf Steinbach an der Jagst zu, von rechts erhält er zwischendurch noch kurz nach der Honhardter Kläranlage Zulauf aus der nahen, unter 0,3 ha großen Krebslache. Seinen Mündungsort berührt er im Norden, unterquert dann gleich nacheinander die B 290 Crailsheim-Ellwangen und die Obere Jagstbahn, um danach in einem kurzen, bahnparallelen Stichgraben auf etwa 407 m ü. NHN fast gegenläufig in den dortigen kurzen Mühlkanal linksseits der Jagst zu münden.

## Einzugsgebiet
Das Einzugsgebiet des Steinbachs umfasst etwa 8,7 km² und erstreckt sich etwa mit der Kontour einer Spindel von seinem mit 510,8 m ü. NHN höchsten Punkt im Westsüdwesten nahe bei Vorderuhlberg nordnordöstlich über 6,5 km weit bis zur Mündung; senkrecht dazu ist es bis wenig über 2 km breit. Naturräumlich gehört das Einzugsgebiet zu den Schwäbisch-Fränkischen Waldberge. Die südlichen Teile davon, ein Streifen von Vorderuhlberg im Westen bis Sandhof im Osten über der Stufenkante zum Kieselsandstein (Hassberge-Formation) und darin auch die Quelle, liegenj im Unterraum Ellwanger Berge, der größere andere Teil im Unterraum Burgberg-Vorhöhen und Speltachbucht, in den der Bach selbst etwa zwischen Froschweiher und Tiefensee eintritt.
An der zumeist höheren rechten Wasserscheide an der Südsüdostseite grenzen von der Mündung an die Einzugsgebiete nach und nach höherer Jagst-Zuflüsse an, erst das des über denselben Mühlkanal mündenden kurzen Klingenbachs, dann das des Goldbachs, schließlich das des Sulzbachs. Jenseits des westlichsten Teils der rechten Wasserscheide bei Vorderuhlberg grenzt jenseits das Quellgebiet der Blinden Rot an, die in langem Lauf südwärts zum entwässert entwässert.
An der linken Wasserscheide folgen außerhalb aufeinander im Nordwesten das Einzugsgebiet des Stettbachs, im Norden kurz das eines viel kleineren, wie dieser die Speltach speisenden Bachs, dann länger weiter im Norden bis fast zur Steinbach-Mündung das des Brunnenbachs, der merklich weniger abwärts als die Speltach wiederum von links zur Jagst läuft.
Das Einzugsgebiet liegt ganz im Honhardter Gemarkungsteil der Gemeinde Frankenhardt.

### Zuflüsse und Seen
Hierarchische Liste der Zuflüsse und  Seen jeweils von der Quelle zur Mündung. Gewässerlänge, Seefläche, Einzugsgebiet und Höhe nach den entsprechenden Layern auf der Onlinekarte der LUBW. Andere Quellen für die Angaben sind vermerkt.
Quelle des Steinbachs auf etwa 480 m ü. NHN in einer Baumgruppe an der offenen oberen Rothalde östlich von Frankenhardt-Vorderuhlberg.
- Wagnersbach, von rechts und Südsüdosten auf etwa 453 m ü. NHN kurz vor dem nächsten am Fahrsträßchen zwischen Zum Wagner und dem Reishof, 0,8 km und ca. 0,6 km². Entsteht auf etwa 475 m ü. NHN westlich von Mainklinge in einer Mulde zwischen der Straße von dort nach Vorderuhlberg und der Rothalde.
- Durchfließt auf etwa 452 m ü. NHN den Teich Froschweiher hinter dem Straßendamm, etwas unter 0,3 ha.
- Durchfließt auf etwa 445 m ü. NHN den Stausee Tiefensee vor der Tiefensägmühle, etwa 1,7 ha.
- Kurz nach dem vorigen lag linksseits des Baches in früherer Zeit der Breite See, von dem nurmehr Dammreste vorhanden sind.
- Buschbach, von rechts und Südwesten auf etwa 431 m ü. NHN an der Brücke der Straße Mainkling–Honhardt, 1,8 km und ca. 0,9 km². Entsteht auf etwa 475 m ü. NHN am Unterhang zu Füßen von Mainkling.
- Passiert auf etwa 428 m ü. NHN einen Teich im Gewann Dorfsee am Westrand von Honhardt, etwas unter 0,1 ha.
- (Bach aus der Veldersklinge), von links und Westen auf etwa 419 m ü. NHN nach Honhardt, 1,9 km und ca. 1,7 km². Entsteht auf etwa 438 m ü. NHN nördlich des Höckers Kirchbühl an der L 1068 Hellmannshofen–Honhardt. Längstenteils unbeständiger Durchfluss.
  -  Passiert einen flachen Teich ohne offenen Zu- und Ablauf auf etwa 422 m ü. NHN etwa hundert Meter vom südlichen Ufer am Nordostrand von Honhardt, unter 0,1 ha.
- Passiert den Krebslachensee[3] auf etwa 418 m ü. NHN am rechten Hangfuß, unter 0,3 ha.

Mündung des Steinbachs von links und zuallerletzt Nordwesten auf 407 m ü. NHN bei Steinbach an der Jagst in den dortigen Mühlkanal links der oberen Jagst. Der Bach ist ca. 6,8 km lang und hat ein ca. 8,7 km² großes Einzugsgebiet.

## Natur und Schutzgebiete
Der Steinbach verläuft von der Tiefensägmühle abwärts in begradigtem Bett. Von dort an bis fast nach Steinbach finden sich an den Hügelhängen zuweilen Heideflächen. Über Honhardt liegt am rechten Talhang größtenteils im Einzugsgebiet das kleine Landschaftsschutzgebiet Östlicher Teil des Sandberges südlich von Honhardt.

### LUBW
Amtliche Online-Gewässerkarte mit passendem Ausschnitt und den hier benutzten Layern: Lauf und Einzugsgebiet des Steinbachs

Allgemeiner Einstieg ohne Voreinstellungen und Layer: Daten- und Kartendienst der Landesanstalt für Umwelt Baden-Württemberg (LUBW) (Hinweise)
1. 1 2  Länge nach dem Layer Gewässernetz (AWGN), ergänzt um ein kleines, auf der Gewässerkarte nicht berücksichtigtes Anfangsstück, das auf dem Hintergrundlayer Topographische Karte abgemessen wurde.
2. 1 2 3  Einzugsgebiet abgemessen auf dem Hintergrundlayer Topographische Karte.
3. ↑  Höhe nach schwarzer Beschriftung auf dem Hintergrundlayer Topographische Karte.
4. ↑  Länge nach dem Layer Gewässernetz (AWGN).
5. ↑  Seefläche nach dem Layer Stehende Gewässer.
6. ↑  Höhe nach dem Höhenlinienbild auf dem Hintergrundlayer Topographische Karte.
7. ↑  Schutzgebiete nach den einschlägigen Layern, Natur teilweise nach dem Layer Biotop.

### Andere Belege
1. 1 2  Nach dem Höhenlinienbild der TK25.
2. ↑  Wolf-Dieter Sick: Geographische Landesaufnahme: Die naturräumlichen Einheiten auf Blatt 162 Rothenburg o. d. Tauber. Bundesanstalt für Landeskunde, Bad Godesberg 1962. → Online-Karte (PDF; 4,7 MB)
3. ↑  Name Krebslachensee nach Angler retten zwei Tonnen Fische, Artikel von Luca Schmidt auf www.swp.de vom 11. August 2020